# Plamenné věže
Plamenné věže (ázerbájdžánsky Alov qüllələri, anglicky Flame Towers) jsou tři nejvyšší mrakodrapy v ázerbájdžánské metropoli Baku. Komplex se skládá ze tří věží vysokých 181,7, 164,6 a 160,8 metrů. Fasáda je skleněná. V budovách jsou apartmány, hotel a kancelářské prostory. Odhadované náklady na stavbu byly 350 milionů dolarů. Unikátní sestavu tří výškových budov postavila v letech 2007 až 2012 ázerbájdžánsko-turecká společnost DIA Holding podle plánů americké architektonické firmy HOK. Majitelem objektu je Azinko Development MMC.